# Рейхан Улу
Рейхан Улу (на турски: Reyhan Ulu) е турска актриса.

## Биография
Рейхан Улу е родена през 1978 година в град Карс, Турция.

## Филмография
| Година | Филм                      | Роля           |        |
| ------ | ------------------------- | -------------- | ------ |
| 2003   | İnat Hikayeleri           | Кочонун Карасъ |        |
| 2006   | Umut Adası                | Аслъ           |        |
| 2007   | Mülteci                   |                |        |
| 2008   | Мечтатели (Kavak Yelleri) | Гюл            | Сериал |
| 2010   | Hür Adam                  | Чобан Садък    |        |